# Yomiuri Football Club 1988-1989
Questa voce raccoglie le informazioni riguardanti lo Yomiuri Football Club nelle competizioni ufficiali della stagione 1988-1989.

## Stagione
Dopo essere uscito ai quarti di finale delle coppe per mano del Nissan Motors, in campionato lo Yomiuri disputò una stagione lontana dalle zone di vertice stazionando nelle posizioni di centroclassifica fino a concludere al quinto posto.

## Maglie e sponsor
Tutte le divise adottate nella stagione precedente, prodotte dalla Puma e recanti sulla parte anteriore la scritta Yomiuri, vengono confermate.
| Manica sinistra · Manica sinistra · Maglietta · Maglietta · Manica destra · Manica destra · Pantaloncini · Calzettoni | Manica sinistra · Manica sinistra · Maglietta · Maglietta · Manica destra · Manica destra · Pantaloncini · Calzettoni |  |

## Rosa
| N. |                     | Ruolo | Calciatore        |
| -- | ------------------- | ----- | ----------------- |
| 1  | Giappone (bandiera) | P     | Kazuya Nakamura   |
| 2  | Giappone (bandiera) | D     | Eiji Mori         |
| 3  | Giappone (bandiera) | D     | Yasutarō Matsuki  |
| 4  | Brasile (bandiera)  | D     | Jorge Toledo      |
| 5  | Giappone (bandiera) | D     | Hisashi Katō      |
| 6  | Giappone (bandiera) | D     | Satoshi Tsunami   |
| 7  | Giappone (bandiera) | D     | Yoshinori Senbiki |
| 8  | Giappone (bandiera) | C     | Tetsuya Totsuka   |
| 9  | Giappone (bandiera) | A     | Yasuo Ueshima     |
| 10 | Brasile (bandiera)  | C     | Ruy Ramos         |
| 11 | Giappone (bandiera) | A     | Masato Ōtomo      |
| 12 | Brasile (bandiera)  | C     | Edson             |

| N. |                     | Ruolo | Calciatore        |
| -- | ------------------- | ----- | ----------------- |
| 13 | Giappone (bandiera) | D     | Takumi Horiike    |
| 14 | Giappone (bandiera) | D     | Yoshiyuki Katō    |
| 15 | Giappone (bandiera) | C     | Kazuhiro Yuda     |
| 16 | Giappone (bandiera) | C     | Shirō Kikuhara    |
| 17 | Giappone (bandiera) | C     | Yasutoshi Miura   |
| 18 | Giappone (bandiera) | P     | Takayuki Fujikawa |
| 19 | Giappone (bandiera) | D     | Yasuyuki Kishino  |
| 20 | Brasile (bandiera)  | A     | Mílton Cruz       |
| 21 | Giappone (bandiera) | P     | Shinkichi Kikuchi |
| 22 | Giappone (bandiera) | A     | Nobuhiro Takeda   |
| 23 | Giappone (bandiera) | A     | Tomoyasu Asaoka   |

## Risultati

### JSL Division 1

#### Girone di andata
| Tokyo 24 settembre 1988 | Yomiuri | 1 – 1 | NKK |  |

| Tokyo 1º ottobre 1988 | Mitsubishi Heavy Ind. | 2 – 2 | Yomiuri |  |

| Tokyo 5 ottobre 1988 | Yomiuri | 3 – 1 | Matsushita Electric |  |

| Tokyo 9 ottobre 1988 | Yomiuri | 0 – 0 | Furukawa Electric |  |

| Yokohama 16 ottobre 1988 | Nissan Motors | 2 – 1 | Yomiuri | Mitsuzawa Stadium |

| Tokyo 23 ottobre 1988 | Yomiuri | 0 – 0 | Yanmar Diesel |  |

| Yokohama 28 ottobre 1988 | ANA | 3 – 1 | Yomiuri | Mitsuzawa Stadium |

| Tokyo 6 novembre 1988 | Yomiuri | 0 – 2 | Fujita |  |

| Tokyo 13 novembre 1988 | Yomiuri | 2 – 0 | Honda Motor |  |

| Tokyo 19 novembre 1988 | Yomiuri | 3 – 2 | Yamaha Motors |  |

| Kashima 27 novembre 1988 | Sumitomo Metals | 0 – 2 | Yomiuri |  |

#### Girone di ritorno
| Tokyo 26 febbraio 1989 | Yomiuri | 1 – 0 | Mitsubishi Heavy Ind. |  |

| Tokyo 5 marzo 1989 | Furukawa Electric | 0 – 0 | Yomiuri |  |

| Tokyo 12 marzo 1989 | Yomiuri | 0 – 2 | Nissan Motors |  |

| Osaka 19 marzo 1989 | Yanmar Diesel | 1 – 3 | Yomiuri | Nagai Stadium |

| Tokyo 26 marzo 1989 | Yomiuri | 1 – 1 | ANA |  |

| Tokyo 2 aprile 1989 | Fujita | 3 – 1 | Yomiuri |  |

| Hamamatsu 9 aprile 1989 | Honda Motor | 0 – 0 | Yomiuri |  |

| Iwata 16 aprile 1989 | Yamaha Motors | 3 – 2 | Yomiuri |  |

| Tokyo 20 aprile 1989 | Yomiuri | 1 – 0 | Sumitomo Metals |  |

| Kawasaki 26 aprile 1989 | NKK | 0 – 1 | Yomiuri | Todoroki Athletics Stadium |

| Osaka 30 aprile 1989 | Matsushita Electric | 2 – 2 | Yomiuri |  |

### Japan Soccer League Cup
| Yokkaichi 28 agosto 1988 | Yomiuri | 5 – 0 | Cosmo Oil |  |

| Toyama 3 settembre 1988 | Yomiuri | 1 – 0 | Hitachi |  |

| Toyama 4 settembre 1988 | Nissan Motors | 1 – 0 | Yomiuri |  |

### Coppa dell'Imperatore
| Tokyo 24 dicembre 1988 | Yomiuri | 1 – 0 | TDK | Nishigaoka Stadium |

| Tokyo 24 dicembre 1988 | Yomiuri | 3 – 0 | Komazawa University | Nishigaoka Stadium |

| Osaka 27 dicembre 1988                       | Yomiuri              | 1 – 1 (d.t.s.) | Nissan Motors |  |
| \| \| \| \| \| \| Tiri di rigore 2 – 3 \| \| |                      |                |               |  |
|                                              |                      |                |               |  |
|                                              | Tiri di rigore 2 – 3 |                |               |  |

## Statistiche

### Statistiche di squadra
| Competizione          | Punti | Totale | Totale | Totale | Totale | Totale | Totale | DR  |
| Competizione          | Punti | G      | V      | N      | P      | Gf     | Gs     | DR  |
| --------------------- | ----- | ------ | ------ | ------ | ------ | ------ | ------ | --- |
| JSL Division 1        | 32    | 22     | 8      | 8      | 6      | 25     | 23     | +2  |
| JSL Cup               | -     | 3      | 2      | 0      | 1      | 6      | 1      | +5  |
| Coppa dell'Imperatore | -     | 3      | 1      | 1      | 1      | 8      | 2      | +6  |
| Totale                | -     | 28     | 11     | 9      | 8      | 39     | 26     | +13 |